# مرکز نیمه‌بیضی
در نوروآناتومی، مرکز نیمه‌بیضی (انگلیسی: Centrum semiovale) ناحیهٔ مرکزی ماده سفید است که در زیر قشر مغز قرار دارد.
مادهٔ سفید واقع در هر نیم‌کره، میان قشر مغز و هسته در مجموع شکلی نیم‌بیضی دارد. این ناحیه از الیاف پرتابی قشری، الیاف محدود به هر نیم‌کره و رشته‌های قشری تشکیل شده است. این مادهٔ سفید در بخش شکمی به تاج شعاعی ادامه می‌یابد.